# نیتان ایست
نِـیتان ایست (انگلیسی: Nathan East؛ زادهٔ ۸ دسامبر ۱۹۵۵) موسیقی‌دان، ترانه‌سرا، خواننده و نوازندهٔ مشهور آمریکایی گیتار بیس در سبک جاز، ریتم اند بلوز و راک است. وی از سال ۱۹۷۱ میلادی تاکنون مشغول فعالیت بوده است.
با ضبط و انتشار بیش از ۲۰۰۰ اثر، نیتان ایست یکی از پرکارترین نوازندگان گیتار بیس در تاریخ موسیقی محسوب می‌شود. او دارای مدرک لیسانس موسیقی از یو.سی. سن دیگو است و با هنرمندان بزرگی چون بابی وومک، اریک کلپتون، مایکل جکسون، جو ستریانی، پیتر گابریل، جرج هریسون، رینگو استار، فیل کالینز، استیوی واندر، توتو، دفت پانک، چیک کوریا، بیبی‌فیس و هربی هنکاک همکاری داشته است.